# Região Hidrográfica do Tejo

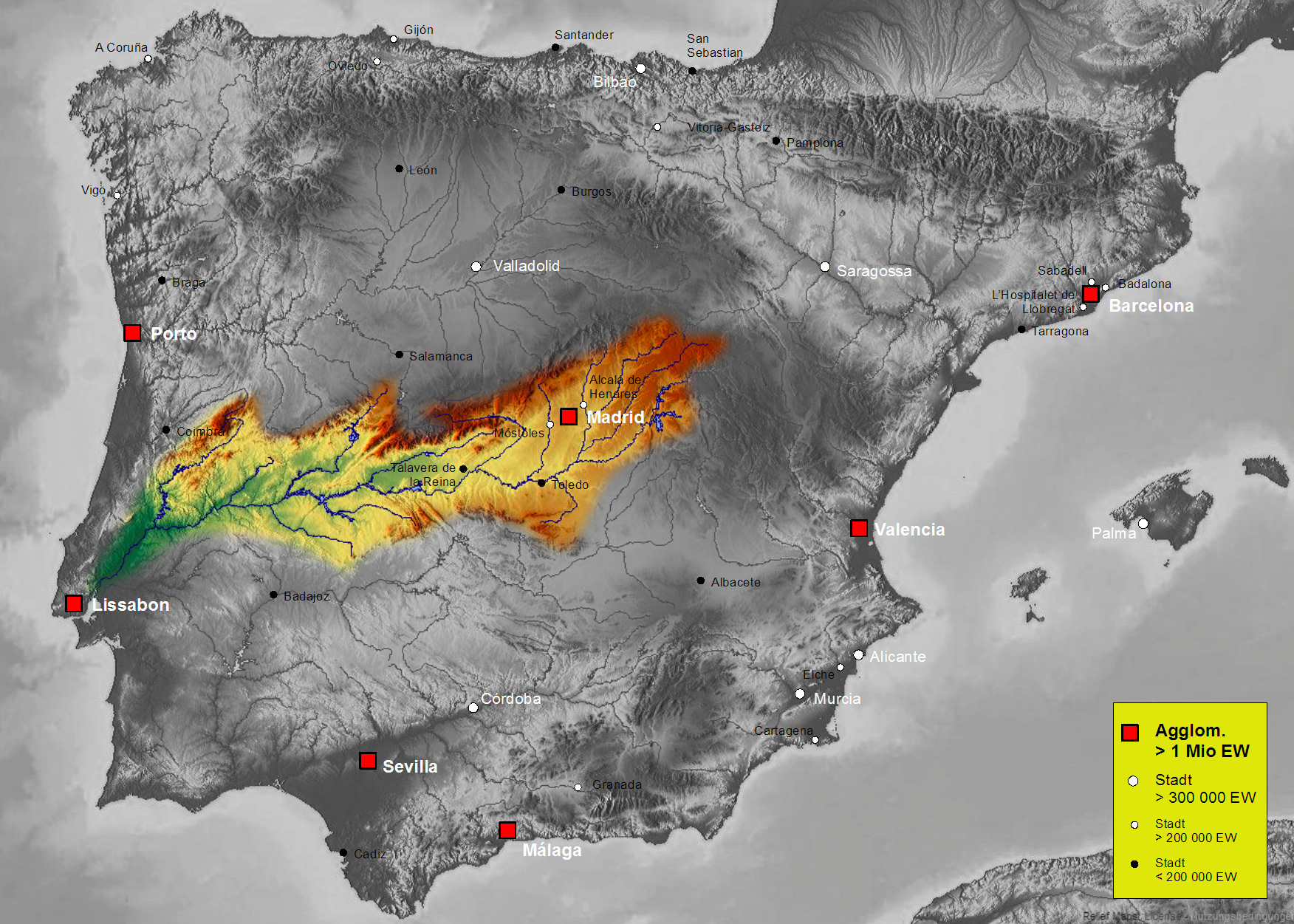
Mapa físico da bacia hidrográfica do Tejo.

A Região Hidrográfica do Tejo é uma região hidrográfica internacional, dentre as oito que estão presentes em território português. A sua área total é de cerca de 81 310 km2, dos quais 25 665 km2 se encontram em Portugal. Esta região corresponde à bacia hidrográfica dominada pelo rio homónimo, o maior da Península Ibérica, e pelos seus principais afluentes: Jarama, Alberche, Tiétar, Alagão, Guadiela e Almonte, em Espanha; e o Zêzere e o Sorraia, em Portugal.
É a terceira maior bacia hidrográfica da Península a seguir às do Douro e Ebro. De acordo com o Decreto-Lei n.º 347/2007, de 19 de Outubro, a região é limitada pelo território espanhol a leste, pelas bacias hidrográficas das ribeiras do Oeste e do Lis a oeste, pela bacia hidrográfica do Mondego a norte e pela bacia hidrográfica do Douro a nordeste. A sul e a sudeste é limitada pelas bacias hidrográficas do Sado e do Guadiana, respetivamente. Possui 425 massas de água superficiais, das quais 419 são rios, quatro são de transição e duas costeiras. Destas, seis são fronteiriças, localizadas nas bacias dos rios Erges e Sever; e uma delas transfronteiriça, correspondente à albufeira de Monte Fidalgo, em Cedilho. À margem das massas de água superficiais, existem também 16 massas de água subterrâneas, das quais 12 se encontram afectas a esta região hidrográfica, estando as restantes atribuídas à RH4 e RH7.
A bacia hidrográfica do Tejo abrange cinco comunidades autónomas (Estremadura, Castela e Leão, Castela-Mancha e Aragão) e onze províncias espanholas (Badajoz, Cáceres, Madrid, Salamanca, Ávila, Sória, Teruel, Cuenca, Guadalaxara, Toledo e Cidade Real), e 94 concelhos portugueses, 39 deles parcialmente abrangidos pela região hidrográfica, e representando assim mais de 28% do território nacional. Por estas razões, adquire grande importância a nível hidrológico, demográfico, social, económico e de proteção de recursos e conservação da natureza.

## Meio físico

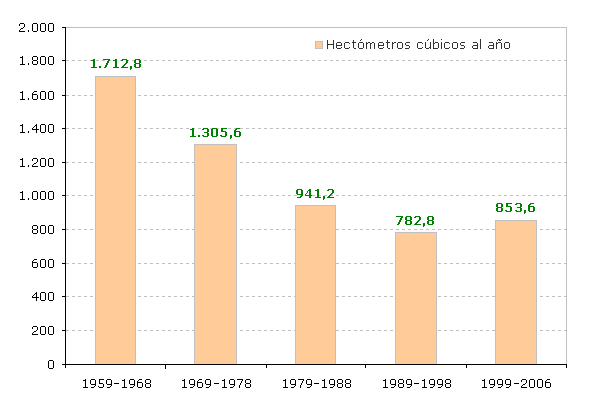
Caudal da cabeceira do Tejo.

A bacia do Tejo é uma das mais importantes da Península, pela sua extensão e pelo seu caudal, sendo a que possui o maior peso populacional de Espanha e da própria Península. É formada por uma superfície alargada de orientação este–oeste, discorrendo a partir da Serra de Albarracim, onde nasce, até ao Mar da Palha, onde forma um estuário junto a Lisboa. Entre estes dois pontos, passa pelo centro do Maciço Hespérico, com uma longitude de 910 km na zona espanhola, dos 1092 que possui na totalidade. A sua bacia é encaixada pela Cordilheira Central, a norte; os Montes de Toledo e a Serra de Montanches, a sul; e a Cordilheira Ibérica (Serrania de Cuenca e Serra de Albarracim) a leste; limitando a norte com as bacias hidrográficas do Douro e do Ebro, a sul com a do Guadiana e a leste com as do Ebro e Júcar. A ocidente, os rios Erges e Sever delimitam-na, formando também a fronteira com Portugal. No interior da área definida por estas montanhas e pelos relevos menores do maciço hercínico, que completa a delimitação a oeste, estrutura-se uma fossa tectónica coberta por materiais do Terciário: areias, argilas, margas, gessos e algumas rochas calcárias nos seus níveis superiores, que conformam os horizontes de colmatação do antigo lago que ocupava a depressão original.
Os rebordos montanhosos da bacia do Tejo apenas atingem cotas elevadas no Sistema Central, sobretudo nos setores médio e oriental (serras de Béjar, Gredos e Guadarrama), onde se ultrapassam frequentemente os 2000 msnm; na zona da Cordilheira Ibérica, apenas ultrapassam os 1800 msnm alguns picos dos Montes Universais, enquanto que nos Montes de Toledo as cotas são sensivelmente inferiores. A altitude da depressão interior é bastante menor, apesar de ser bastante variável, diminuindo com rapidez desde o extremo nordeste até à zona ocidental. Assim, enquanto que no planalto da Alcárria as cotas estão próximas dos 1000 msnm, em Aranjuez estas descendem para valores inferiores aos 500 msnm, em Navalmoral da Mata a 300, e nas terras a sul de Cória a pouco mais de 200 msnm. Por esta razão, alguns dos afluentes do médio Tejo capturam por erosão remontante parte da bacia original do Douro, favorecidos pelos maiores gradientes que determinam a diferença altimétrica entre ambas as fossas, e dos quais são exemplos mais característicos o Alberche e o Alagão.

A rede de rios tributários do Tejo é bastante dissimétrica: os da margem direita são os que possuem caudais mais abundantes, ao procederem do Sistema Central e da Cordilheira Ibérica, enquanto que os da margem esquerda são geralmente mais curtos e de caudal mais escasso, em especial aqueles originários dos Montes de Toledo.